# Aesculus indica
Aesculus indica är en kinesträdsväxtart som först beskrevs av Henry Thomas Colebrooke och Jacques Cambessèdes, och fick sitt nu gällande namn av William Jackson Hooker. Aesculus indica ingår i släktet hästkastanjer, och familjen kinesträdsväxter. Utöver nominatformen finns också underarten A. i. concolor.